# 马拉维危机

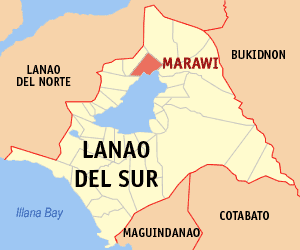
馬拉威地圖

马拉维危机，也被称为马拉维冲突或马拉维战事，发生在菲律宾棉兰老岛南拉瑙省马拉维市。这次军事冲突于2017年5月23日爆发。
2017年5月26日，菲律宾武装部队证实，毛特组织伙同外国恐怖分子一起对马拉维市发动了攻击，其主要目的是占领南拉瑙省，并在该省的议会大厦升起伊斯兰国的黑色旗帜。这表明，该地区已经完全沦陷。
菲律宾政府发言人指出，当政府軍得知阿布沙耶夫袭击马拉维市之后，立即组织了反攻，并与该组织的头目伊莎尼隆·哈皮隆所率领的武装分子交戰。 而后，在阿布沙耶夫组织的请求下，政府军又遭遇另一伙宣誓效忠于伊斯兰国的武装组织毛特的攻击。
该发言人继续指出：毛特组织攻击了拉诺镇，还占据了该镇的几座建筑物，包括马拉维市政厅，棉兰老州立大学，医院和监狱等。此外，他们还占领了市中心的街道，攻击了由菲律宾联合基督教会运营的圣玛丽教堂，尼诺阿基诺学校和丹桑兰学院等。这个团伙还向马拉维大教堂开火，劫持了数名人质。
同年10月23日戰爭結束。而冲突双方为菲律宾武装部队以及毛特组织、阿布沙耶夫组织旗下萨拉菲圣战主义的武装分子。政府軍最終重新控制城市。

## 背景

### 一般背景
自2016年2月以来，毛特组织就在南拉瑙省建立了军事基地，并被认为是2016年达沃市爆炸事件的主谋，以及同年在南拉瑙省马拉维南部的一个名为布列格小镇的袭击事件。自从2013年该武装组织成立以来，菲律宾政府已经淡化了伊斯兰国对菲律宾的威胁。随着2016年2月在布列格发生的与该组织之间的冲突，当时的总统贝尼格诺·阿基诺三世破灭了伊斯兰国在该国存在的可能性。他表示，这次袭击背后的凶手只是希望得到中东恐怖组织所认可的雇佣军。
自阿布沙耶夫组织成立以来，一直从事于爆炸和绑架事件，据报道，从2014年开始该组织一直效忠伊斯兰国。其中的头目，名为伊莎尼隆·哈皮隆的人早就被美国国务院列为世界上最著名的恐怖分子之一，并悬赏500万美元通缉他。2016年4月在阿富汗发生了绑架事件，随后被绑架的加拿大商人约翰·里德尔遭斩首。阿基诺三世表示，他已经受到极端组织的死亡威胁，阿布沙耶夫还设法绑架了他的姐姐克里斯和帕奎奥。阿基诺继续认为，哈皮隆是在新双堡监狱内被极端思想洗脑并被招募的，他曾在馬尼拉大都會发动过爆炸袭击。2016年11月，杜特尔特总统确认了毛特组织与伊斯兰国取得联系，尽管菲律宾军方认为伊斯兰国并没有在菲律宾获得支持。
2016年11月30日，布列格激战正酣，他在南拉瑙省的一个军事指挥中心就向毛特组织发出过警告：“我不想与你打仗，我不想两败俱伤。但，请不要逼我动手。我不可能每个月都在此旅游，只是说说而已。当我转身之后，（你）将再次杀人。因此，我不想提出任何要求，唯一一个，不要强迫我动手。”
当2016年12月2日，军方重新控制了布列格之后，有传言，撤退的毛特武装分子留下了一个警告，威胁要围殴杜特尔特和军方。2016年12月12日，在华莱士商业论坛晚宴之前的演讲中，杜特尔特就毛特组织敢于进攻马拉维发表了讲话：“因为他们（毛特组织）威胁要从山上放火烧毁马拉维， 我的客人，我们将会在那里等着你，小菜一碟。”
阿布沙耶夫在2017年4月至5月间，在伊纳邦阿与菲律宾安全部队发生了军事冲突，至少四名军人死亡。

### 前奏
菲律宾武装部队表示，马拉维的战斗是由于军方与菲律宾国家警察协调进行的突击行动，这与以前的报导相反，并非武装组织发起的进攻。菲律賓陸軍第一步兵师司令罗兰多·包蒂斯塔（Rolando Bautista）表示，他们提前两三个星期收到有关即将发生恐怖袭击的消息。
由于军方和地方警察联合在马拉维进行分隔搜查，以验证包括奥马尔和阿卜杜拉·莫特在内的可疑人士于该地区的信息，他们的侦查人员却发现了伊莎尼隆·哈皮隆。据菲律宾军方说法，哈皮隆被任命为菲律宾伊斯兰军队的埃米尔，正在巩固他的势力，以及联合毛特和其他恐怖主义组织。
按照马拉维当地居民的报告，当地有一个武装团伙，军方随后开展了“外科手术式打击”，以抓捕哈皮隆。后来法新社证实了以上说法。

## 战况

### 5月23日

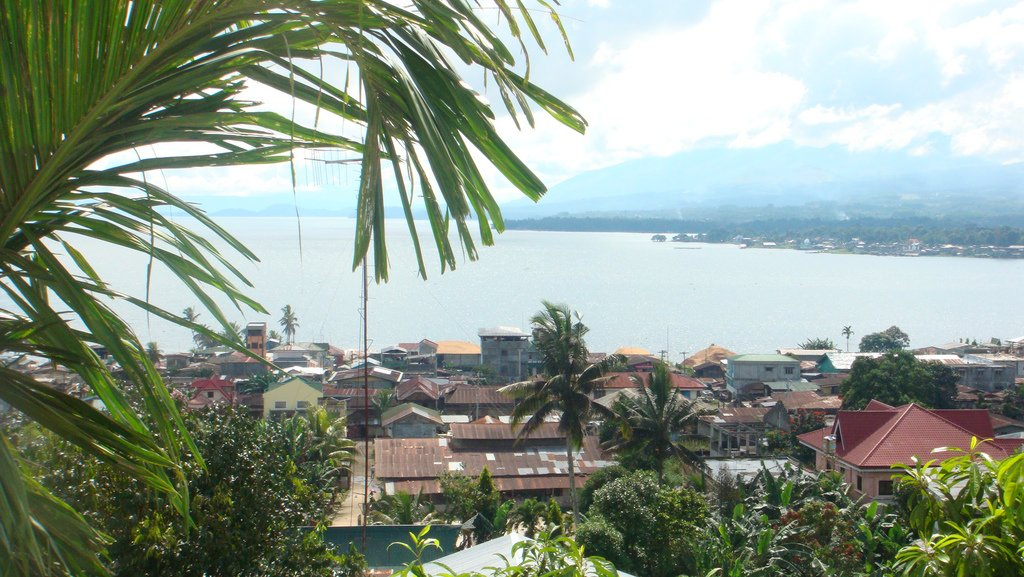
事发城镇马拉维

战事是从2017年5月23日下午2点左右开始的，最先爆发战斗的地点在巴克萨洛特卢特地区。哈皮隆率领的武装分子占据了阿梅帕克医院，并驱赶了在此的菲律宾医务人员。随后，他们就升起了伊斯兰国的黑色旗帜，取代了菲律宾国旗。但后来，医院的工作人员否认了这件事。
驻扎在此的政府军第103旅随后前往支援，但遭遇超过500名毛特组织人员的攻击。之后，这些反政府武装在马拉维市的街道上升起了黑色旗帜。
就此，整个地区沦陷了，期间，几座建筑物被毛特组织焚毁。他们占领了马拉维市政厅、马拉维市监狱和马拉邦区监狱，并释放了107名囚犯。随着战事升级，电力和通信线路也被切断。哈皮隆和毛特组织封堵了通往该市的道路，以阻止政府军的增援。
据报道，十余名教堂的工作人员和附近居民被绑架，反政府武装以此要挟菲律宾军方。此次冲突导致了市民大规模疏散，成千上万的居民逃离，使附近的道路拥挤不堪。超过11位平民在撤离途中丧生，包括急救车的两名司机，还有另一辆小卡车，载有九人，他们在被绑起来后遭屠杀。据悉，还有一名警察被斩首。

### 5月24日
菲律宾军方夺回了医院、机场、市政厅以及大学等建筑，并从医院救出120位被用作人肉盾牌的平民。

### 5月25日
马拉维市中心还有零星战斗。反政府武装仍然控制着城市的主要道路和桥梁。法新社的报道，伊莎尼隆·哈皮隆和四十人左右的毛特组织成员留在马拉维。菲律宾空军也对附近的村庄进行轰炸。
据悉，与哈皮隆较亲近的两位恐怖分子被击毙。还有来自于印度尼西亚和沙特阿拉伯的其他恐怖分子在激战中被打死。已有二十多的毛特组织成员被消灭，政府军有三十位士兵受伤。

### 5月26日
达沃市的新闻发布会上，据法新社报道，有些恐怖分子是长期居住在这个国家的外国人，他们为毛特组织提供了支援。就在最近击毙的十二人中，有六人来自国外。
马拉维的战斗仍然在继续，政府军将不少的房屋烧毁，当地居民透露有平民在空袭中遇害。据悉，由于不少地方藏有狙击手，焚毁房屋是政府军无奈之举。
法新社采访了卡利奥·加尔韦斯特（Carlito Galvez Jr.）将军，是政府军故意将那些建筑烧毁的，以防止被恐怖分子用来作掩护物。空袭只针对毛特的狙击手，他表示，没有平民死于空袭，他希望能将战事中的伤亡人数降至最低。而，位于马拉维的被劫持的基督教徒仍然被毛特组织控制。

### 5月27日

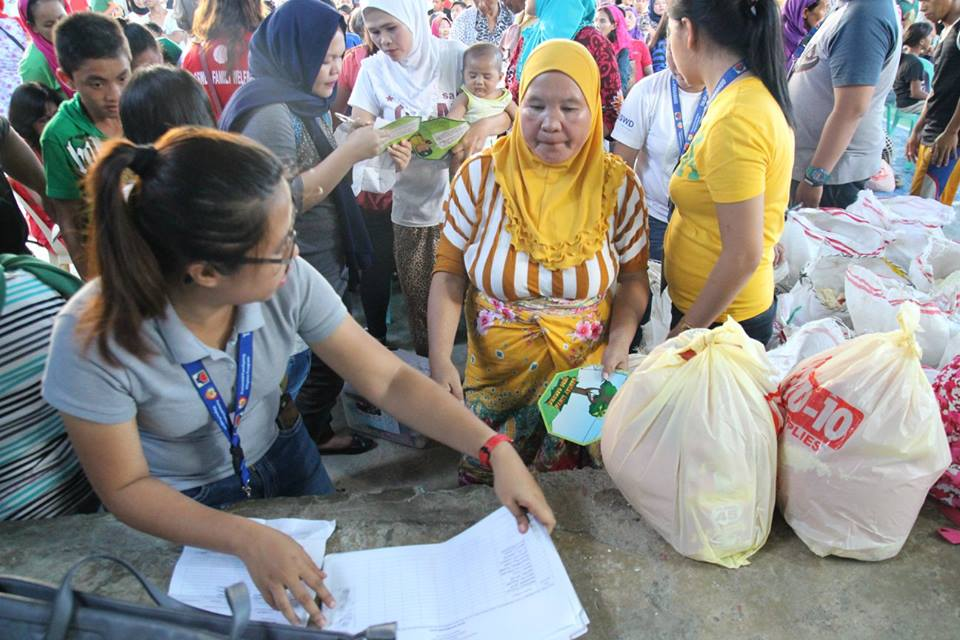
马拉维难民躲藏在伊利甘

尽管斋月开始了，马拉维的冲突依旧继续，菲空军也持续对此空袭。菲军方表示，武装分子正在得到巩固，他们正在精准地定点打击。此外，还有海军陆战队增援该地。
政府军持续对城市的每个角落进行检查。他们还遭遇了年仅十岁的少年，他使用M16，相信被毛特组织所控制。
持续至今的冲突让马拉维地区超过20万人撤离，多数前往伊利甘。

### 5月28日
军方指出，他们发现超过19名平民遇害，其中有妇女和儿童。据路透社报道，反政府的武装人员将撤离的车队拦截，并将其中无法背诵古兰经的平民杀掉。在其中还发现了一张有签名的文件，那上面指出，这些遇害者“违背了他们的信仰”。当地政府表示，还有超过2000位平民被困。
据马来西亚的媒体报道，有28位马來西亚人参加了毛特，据称，此前就有两位马来西亚人在交火中死亡。而冲突也讓雅加达非常关注，有印尼的极端主义团体也卷入了这场武装冲突中。
当地新闻官马丁·安达纳（Martin Andanar）呼吁外国支持菲律宾对南部极端主义的打击。他在接受中国中央电视台采访时表示，他们需要支持，来自各方面的支持，打击ISIS是一项国际性问题，他们正在尽最大努力遏制ISIS，以阻止它的传播。

### 5月29日
马拉维死亡人数已达100人，菲律宾军方确认，其中包括19名平民和61名武装分子。军方也恢复了被占领的马拉维大部分地区。总统发言人表示，只有小部分地区仍然被反政府武装所控制。菲律宾军方报导指出，邻近的另一伙伊斯兰自由战士已经加入马拉维的毛特组织和阿布沙耶夫，而哈皮隆依旧占据城市的部分地区。
29日，在反政府武装与政府军作战期间，在得到空中支援下，有14名人质成功脱逃。据其中的有人报告，他们是在5月27日逃离时被抓的20人中的一部分。他们被迫在所拍摄的视频中向杜特尔特呼吁，要么答应武装分子的要求，要么人质被撕票。他们之中已有人遭斩首，在逃跑时还有人溺水。
莫洛民族解放阵线的发言人声称，他们将提供500至700个战斗人员，以协助打击极端分子。菲律宾民族民主阵线的人也表示，他们也愿意提供帮助。

### 5月30日
在30日发布的视频中，被绑架的牧师恳求政府停止对武装分子的攻击，并从马拉维地区撤出所有的部队。马拉维主教埃德温·德拉·佩尼亚（Edwin delaPeña）表示，该牧师正在转达毛特组织的要求，以换取他和其他人质的安全。
据ABS-CBN新闻的报道，该地市中心仍然受到毛特的武装分子的控制，因为在通往马拉维市中心的三座桥梁中，有两座桥梁仍然放置着路障，黑色旗帜依然飘扬。
菲律宾海军陆战队已经能够在马拉维开展清扫行动了，他们将与警察和陆军一道，对悬挂黑旗的地方开展清剿。他们更指出，这一天击毙了八名恐怖分子。
菲律宾政府和莫洛伊斯兰解放阵线联合发表声明，莫洛伊斯兰解放阵线欢迎总统邀请其部队向仍然被困在马拉维的平民提供人道主义援助。

### 5月31日

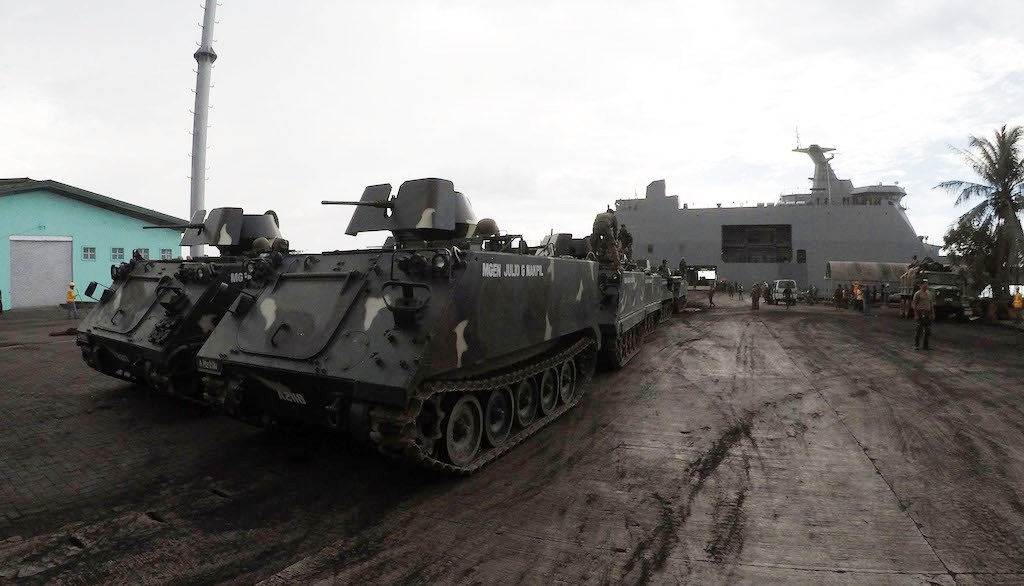
BRP Tarlac (LD-601)正在伊利甘作业，以将军队投入马拉维的战斗

据法新社报道，政府军已经夺回马拉维的90％地区，包括市中心部分地区和通往这个城市的两座桥梁。軍方表示，激进分子数量的增加可能与他们从监狱中释放出来的反政府武装同情者有关，但军方设法控制所有的进出通道，以防止武装分子可能的增援。
美联社报道说，在政府军尽全力于该市清剿残余的武装分子時，有11名士兵死於友軍空襲誤炸，另有7人受傷。法新社的报道指出，事发时，他们的军机正在执行对马拉维武装分子的轰炸，却有一枚炸弹意外地命中与武装分子交火的政府部队。其国防部长已经下令彻查此事。
此日，至少有八名武装分子投降。法新社报道称，这伙人员向库尔斯多迪·帕尔康（Custodio Parcon）的部队投降，并提供非常有价值的情报。这是自5月23日对马拉维进行围困以来的首次投降。另外还有海军陆战队和救援物资通过运输船增援这里。

### 6月1日
在新闻发布会上，国防部长德芬·洛伦扎纳宣布，在马拉维有8名外国人死亡，其中5人确认了身份，分别来自马来西亚、印度尼西亚、沙特阿拉伯、也门和车臣。洛伦扎纳还表示，他们已经将马拉维冲突的武装分子由最初预估的100人上调到500人。他指出，超过280名武装份子混在人群中逃离了这个城市，而现在的马拉维，还有约50至100名武装分子。
他继续指出，在马拉维发生了一次友军误伤事件。两架轰炸机本应轰炸反政府控制的阵地，但其中一架却错过了目标，而是轰炸政府军，造成11名士兵死亡。事发后，参议院议长阿基西诺·皮门特尔三世要求菲律宾军方对这次作战的战略进行审查。参议员安东尼奥·特里兰斯称这个事件是“悲惨和不幸的”，因此他呼吁军方确保类似事件永远不再发生。参议员潘菲洛·拉克森鼓励民众和新闻媒体对此进行的调查。

### 6月2日
马拉卡南宫发言人埃内斯托·阿贝拉（Ernesto Abella）发表声明，澄清了6月2日凌晨发生在“马尼拉云顶世界”渡假村的袭击事件，与在马拉维地区所进行的军事行动无关。他强调这个事件不可能与恐怖主义有联系。
媒体更新了马拉维的局势，法新社发言人表示，武装分子仍然占据着市中心的一小部分地区，他们认为哈皮隆仍然在马拉维。他还承认，6月2日，他们在政府规定的投降最后期限之后，依旧困守在城市内，因为政府军的推进遭受了重大阻力。印度尼西亚外交部通过马尼拉的大使馆表示，在法新社的帮助下，昨天从马拉维营救了17名公民。

### 6月3日
3日，杜特尔特总统与莫洛民族解放阵线努里·穆里里（Nur Misuri）达成协议，2000名该组织的战斗人员将协助政府军投入马拉维战事。

### 6月4日
4日，菲律宾政府与仍在马拉维市中心的ISIS武装人员达成停火协议。这是由杜特尔特总统在莫洛伊斯兰解放阵线协助下，与对方谈成的一个可以撤离城市平民的解决办法。停火将从当地时间8点开始，并持续四个小时。但菲律宾军方拒绝了这个停火条款，他们只允许在ISIS统治地区的边缘地带撤离平民。这里的的战斗于上午9点重新打响。由于这次努力，军方确认有179名平民被疏散，总统发言人却声称只有134人撤离，还有2000多平民仍然被困，另外两个政府军受伤。

### 10月17日
当地时间今天（10月17日）13时46分左右，菲律宾总统杜特尔特在大雨中正式宣布马拉维从恐怖分子手中解放，棉兰老岛上持续了近5个月的战事终于平息。当天，杜特尔特在马拉维的雨中向部队发表演讲。他宣布：“女士们、先生们，我在此宣布，马拉维已经解放了。”然而，就在杜特尔特宣布马拉维解放片刻之后，马拉维市再次响起了枪炮声。军方发言人随后表示，战斗还将继续，马拉维市现有的30余名恐怖分子将无路可逃。军方发言人称：“总统宣布马拉维解放意味着马拉维市可以从灰烬中开始重建了。”

## 政府反应

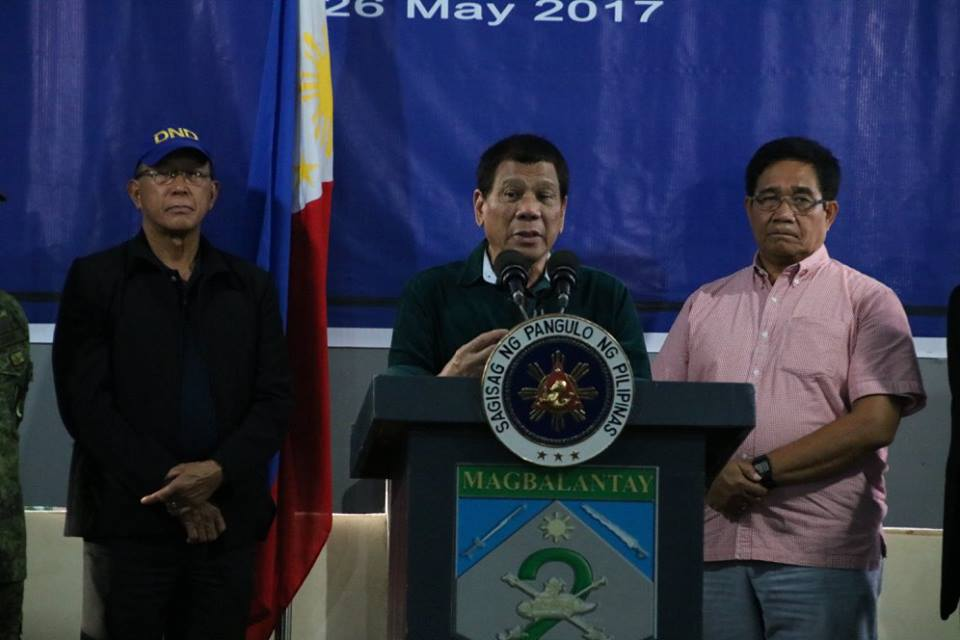
杜特尔特在第二机械化步兵旅指挥部通报情况

冲突发生之后，菲律宾总统杜特尔特于当地时间2017年5月23日22点發出第216號公告，在棉兰老岛实施全面戒严，根据该国宪法，最初，戒严状态将持续60天。杜特尔特总统也缩短了访问俄罗斯的行程提前回国。
其副总统莱妮·罗布雷多呼吁民众捐款，以帮助在冲突中的受害者。
28日，整个马尼拉地区都设置了检查站，政府要求民众接受盘查。

## 其他伤亡
据报道，2017年5月24日杜特尔特总统收到了马拉邦警察局长罗密欧恩里克斯惨遭斩首的消息，这成为他宣布戒严令的前提之一，后来发现他仍然活着。
后来，棉兰老穆斯林自治区菲律宾国家警察证实的消息，遇害的警员是高级督察弗雷迪，以及一名马拉邦前警察总长和棉兰老岛省级执法部门的警员。

## 反应

### 国际
中国、俄羅斯和美国表示全力支持菲律宾政府的反恐行动，俄罗斯总统普京也向冲突中的遇难者表示慰问。加拿大表示他們將應菲律賓政府的要求提供人道主義援助。在菲律宾宣布戒嚴令後不久，馬來西亞開始收緊與菲律賓的邊界檢查，而英国则警告公民不要前往西棉兰老岛。沙特阿拉伯通過其駐馬尼拉大使館建議其公民避免前往菲律賓的公共場所，馬來西亞總理納吉布也宣布其政府全力支持菲律賓軍隊。
馬來西亞、菲律賓和印度尼西亞將在棉蘭老島附近海域展開聯合巡邏，以應對伊斯蘭國武裝分子的威脅。 2017年6月19日，三國接壤海域聯合海上巡邏開始。同時，印尼軍方還將通過建設更多軍事基地來加強與菲律賓接壤的外島，以防止激進組織進入印尼。

### 宗教界
菲律宾天主教主教会议主席苏格拉底维勒加斯在5月24日向那些反政府武装传话，要求他们确保牧师和教区内居民的人身安全，并在抵达马拉维市后为他们祈祷。该人还请求军方，要他们在行使法律授权的武装行动时，“充分考虑人质的安危。”
菲律宾的伊斯兰教中枢机构严厉谴责了这些武装分子的行为，表示他们的所作所为完全违背了伊斯兰教的教义。随后，穆斯林组织发表声明，事发时，穆斯林正在准备斋月，这些武装分子的行径更加令人发指。

### 社交媒体

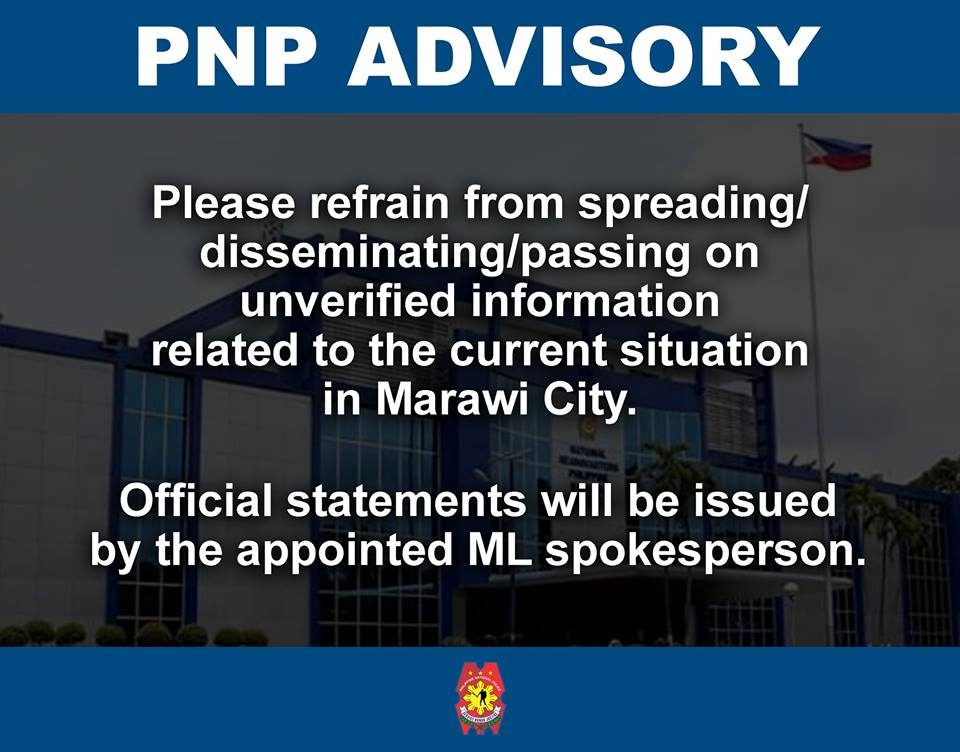
菲律宾国家警察关于马拉维危机应对舆论的反应

对于政府宣布戒严，社交媒体上反应不一。由于存在未经证实的斩首和绑架消息，菲政府的发言人在新闻发布会上向公众发表了呼吁，要求社交媒体在发布与马拉维事件有关的消息时，应该是“他们所亲眼目睹的内容”。许多菲律宾知名人士对政府军与恐怖组织之间的持续冲突表示了关注。一些名人也呼吁，尽管存在政治上的分歧，但应该团结一致。

## 援助

### 軍事援助

#### 美國
美國提供了幾批軍事裝備。 2017 年 5 月，美國交付了 200 支格洛克手槍、300 支 M4 卡賓槍、100 個榴彈發射器、4 支迷你槍和價值 2.5 億比索（500 萬美元）的單兵操作裝備。 兩架價值 16 億比索（3100 萬美元）的塞斯納 208 偵察機於 7 月交付給菲律賓空軍，系留浮空器雷達系統於 8 月移交給菲律賓海軍以增強其海上監視能力。 2017 年 1 月交付的 Raven 戰術無人機也用於馬拉維。

#### 中國
中國捐贈了價值5000萬元人民幣的軍火援助物資，包括約3000支步槍和600萬支彈藥。 提供了三種類型的步槍：狙擊步槍、自動步槍和射手步槍。

#### 澳洲
6月23日，澳大利亞宣布將向菲律賓武裝部隊提供監視支持，派遣兩架澳大利亞皇家空軍 AP-3C 獵戶座海上巡邏機飛越菲律賓南部。